# Шпрайтенбах
Шпрайтенбах (нім. Spreitenbach) — місто  в Швейцарії в кантоні Ааргау, округ Баден.

## Географія
Місто розташоване на відстані близько 90 км на північний схід від Берна, 25 км на схід від Аарау.
Шпрайтенбах має площу 8,6 км², з яких на 37,9% дозволяється будівництво (житлове та будівництво доріг), 24,6% використовуються в сільськогосподарських цілях, 35,7% зайнято лісами, 1,7% не є продуктивними (річки, льодовики або гори).

## Демографія
2019 року в місті мешкало 12 065 осіб (+11,5% порівняно з 2010 роком), іноземців було 50,3%, що є найвищим показником у кантоні і одним з найвищих у Швейцарії. Густота населення становила 1403 осіб/км².
За віковим діапазоном населення розподілялося таким чином: 22,8% — особи молодші 20 років, 63,1% — особи у віці 20—64 років, 14% — особи у віці 65 років та старші. Було 4920 помешкань (у середньому 2,4 особи в помешканні).
Із загальної кількості 8342 працюючих 34 було зайнятих в первинному секторі, 1283 — в обробній промисловості, 7025 — в галузі послуг.